# نیکوس پولانزاس
نیکوس پولانزاس (به یونانی: Νίκος Πουλαντζάς) و (به انگلیسی: Nicos Poulantzas)؛ (۲۱ سپتامبر ۱۹۳۶–۳ اکتبر ۱۹۷۹) فیلسوف و جامعه‌شناس و فیلسوف مارکسیست سیاسی یونانی - فرانسوی بود.
پولانزاس، که ابتدا به لنینیسم گرایش داشت، بعدها به کمونیسم اروپایی گروید و به همراه لوئی آلتوسر از چهره‌های اصلی مارکسیسم ساختارگرا شد. مشاجرات او با رالف میلیبند بر سر ماهیت دولت سرمایه‌داری به صورت یکی از مباحث کلاسیک نظریه‌پردازی در این زمینه درآمده است.
آلتوسر، دوگانه «ساده» زیربنا – روبنا را به چالش می‌کشد. به عقیده وی روبناهای جامعه تنها اساس اقتصادی را بازتاب نمی‌کنند، بلکه از «استقلال نسبی» نیز برخوردارند و حتی در زمانی می‌توانند عامل مسلط گردند. به‌طور کلی پولانزاس کوشید، اندیشه‌های ساخت‌گرایانه آلتوسر را در تحلیل طبقات اجتماعی و رابطه آنها با دولت به کار بگیرد ولی چرخش‌های نظری محسوسی از نظریات آلتوسر در آثار او وجود دارد، به‌ویژه آثار متأخر مانند «دولت، سوسیالیسم و قدرت» که به «عمل و روابط نیروهای اجتماعی» توجه بیشتری دارد. درحالی که آلتوسر از همه بیشتر به خاطر نقد متون مارکسیستی شهرت دارد، پولانزاس بیشتر بر تحلیل جهان واقعی و قضایایی چون طبقه اجتماعی، دولت سرمایه‌داری و دیکتاتوری تأکید می‌ورزد.
شهرت او بیش‌تر به خاطر آثارش در مورد نظریه دولت است. اما، او همچنین آثاری در مورد تحلیل فاشیسم، تقسیم طبقات اجتماعی در دنیای معاصر و فروپاشی دیکتاتوری‌های اروپای جنوبی در دههٔ ۷۰ (حکومت فرانسیسکو فرانکو در اسپانیا، آنتونیو ده الیویرا سالازار در پرتغال و گئورگیوس پاپادوپولوس در یونان) دارد.

## زندگی
پولانزاس در یونان حقوق خواند و در سال ۱۹۶۱ به فرانسه مهاجرت کرد. در آنجا دکترای خود را در فلسفه حقوق به پایان رساند. که تحت عنوان تولد دوباره قانون طبیعی در آلمان ("Renaissance du droit naturel en Allemagne") در سال ۱۹۶۴ منتشر شد. او از سال ۱۹۶۸ تا زمان مرگش در دانشگاه پاریس ۸ جامعه‌شناسی تدریس کرد.
پولانزاس با رمان‌نویس فرانسوی، آنی لوکلارک ازدواج کرد و صاحب یک دختر شد.
او در سال ۱۹۷۹ با پریدن از پنجره آپارتمان یکی از دوستانش در پاریس خودکشی کرد.

## نظریه دولت
نظریه دولت پولانزاس به آن چیزی واکنش نشان داد که او به عنوان درک ساده‌گرایانه در مارکسیسم می‌دید. ابزارگرا روایات مارکسیستی باورمند بودند که دولت صرفاً ابزاری در دست یک طبقه اجتماعی خاص است. پولانزاس با این مخالفت داشت زیرا طبقه سرمایه‌دار را بیش از حد بر سود کوتاه مدت فردی خود متمرکز می‌کرد، نه بر حفظ قدرت طبقه به عنوان یک کل، تا صرفاً کل قدرت دولتی را به نفع خود اعمال کند. پولانزاس استدلال می‌کرد که دولت، اگرچه نسبتاً مستقل از طبقه سرمایه‌دار است ولی با این وجود برای تضمین عملکرد روان جامعه سرمایه‌داری عمل می‌کند و بنابراین به نفع طبقه سرمایه‌دار است. او به‌ویژه بر این موضوع تمرکز کرد که چگونه یک نظام ذاتاً تفرقه‌انگیز مانند سرمایه‌داری می‌تواند با ثبات اجتماعی لازم برای بازتولید خود همزیستی کند و به‌ویژه به ناسیونالیسم به‌عنوان وسیله‌ای برای غلبه بر شکاف‌های طبقاتی درون سرمایه‌داری نگاه می‌کند. پولانزاس به ویژه بر نظریه‌پرداز دولت مارکسیست، باب جسوپ اثرگذار بوده‌است.
پولانتزاس با وام گرفتن از مفهوم آنتونیو گرامشی از سلطه فرهنگی استدلال کرد که سرکوب جنبش‌های ستمدیدگان تنها کارکرد دولت نیست بلکه قدرت دولتی باید رضایت ستمدیدگان را نیز جلب کند. این کار را از طریق اتحادهای طبقاتی انجام می‌دهد، جایی که گروه مسلط با گروه‌های زیردست به عنوان وسیله‌ای برای جلب رضایت گروه زیردست «متحد» می‌کند. پولانزاس در آثار بعدی خود، نقش آنچه را که «خرده‌بورژوازی جدید» می‌نامد، در تحکیم طبقات حاکم هژمونی و تضعیف توانایی پرولتاریا برای سازماندهی خود تحلیل کرد. این بخش از طبقه کارگر با اشغال یک موقعیت طبقاتی متناقض - یعنی با همذات‌پنداری با ستمگر «دفاکتو» خود، سهم خود را به بورژوازی می‌اندازد که (به اشتباه) باورمند است در سرنوشتش سهیم است. از نظر پولانزاس، تکه‌تکه شدن (برخی باورمندند نابودی) نظام طبقاتی مشخصه تعیین‌کننده سرمایه‌داری متاخر است و هر تحلیل مفید سیاسی باید به این صورت فلکی جدید از منافع و قدرت بپردازد. یک مثال بسیار مختصر از این را می‌توان در تحلیلی تحت تأثیر پولانزاس از نیو دیل در ایالات متحده مشاهده کرد: طبقه حاکم آمریکا با پذیرش برخی از خواسته‌های طبقه کارگر (چیزهایی مانند حداقل دستمزد، قانون کار، و غیره)، به ایجاد اتحاد بین نیروی کار و بخش خاصی از سرمایه و دولت کمک کرد. (لوین، ۱۹۸۸) این برای ادامه حیات سرمایه‌داری ضروری بود زیرا اگر طبقه حاکم به سادگی جنبش‌ها را سرکوب می‌کرد و از دادن هر گونه امتیازی اجتناب می‌نمود، می‌توانست به یک انقلاب سوسیالیستی منجر شود.

### ترجمه به فارسی
تاکنون آثار زیر از نیکوس پولانزاس و دربارۀ آرای وی به زبان فارسی ترجمه شده‌است:
- پولانزاس، نیکولاس. طبقه در سرمایه‌داری معاصر، ترجمه حسن فشارکی و فرهاد مجلسی‌پور، تهران: رخداد نو، ، ۱۳۹۱؛ ۴۳۸ صفحه. شابک ‎۹۷۸۶۰۰۵۶۲۵۵۲۳
- پ‍ولان‍ت‍زاس‌، ن‍ی‍ک‍وس‌. ف‍اش‍ی‍س‍م‌ و دی‍ک‍ت‍ات‍وری‌، ت‍رج‍م‍ۀ اح‍س‍ان‌، ت‍ه‍ران‌: آگ‍اه‌، ۱۳۶۱.
- پ‍ولان‍ت‍زاس‌، ن‍ی‍ک‍وس‌. فلسفۀ حقوق، ترجمه نجادعلی الماسی، تهران: میزان‏‫، ۱۳۸۶؛ ‏‫۲۲۷ ص.‬‬
- پ‍ولان‍ت‍زاس‌، ن‍ی‍ک‍وس‌. واق‍ع‍ی‍ت‌ و ح‍ق‍وق‌: پ‍ژوه‍ش‌ درب‍ارۀ دی‍ال‍کتیک واق‍ع‍ی‍ت‌ و ارزش‌، ت‍رج‍م‍ۀ ن‍ج‍ادع‍ل‍ی‌ ال‍م‍اس‍ی‌، [ت‍ه‍ران‌]: ان‍ت‍ش‍ارات‌ دان‍ش‍گ‍اه‌ م‍ل‍ی‌ ای‍ران‌.
  - پ‍ولان‍ت‍زاس‌، ن‍ی‍ک‍وس‌. طب‍ی‍ع‍ت‌ اش‍ی‍اء و ح‍ق‍وق‌: پ‍ژوه‍ش‌ درب‍ارۀ دی‍ال‍ک‍ت‍ی‍ک‌ واق‍ع‍ی‍ت‌ و ارزش‌، ت‍رج‍م‍ۀ ن‍ج‍ادع‍ل‍ی‌ ال‍م‍اس‍ی‌، ت‍ه‍ران‌: ن‍ش‍ر م‍ی‍زان‌.

ن‍ش‍ر دادگ‍س‍ت‍ر: ۱۳۷۷؛ ص‌ ۲۲۴.
- پ‍ولان‍ت‍زاس‌، ن‍ی‍ک‍وس‌. بحران دیکتاتوری‌ها، ترجمۀ سهراب معینی، ‏‫تهران‬‏‫: ارمغان‬‏‫: یاشار‬‏‫‏‏، ۱۳۵۹.‬
- پولانزاس، نیکولاس. جدل ... [و دیگران]، تهران: تندر، ۱۳۵۹.
- پ‍ولان‍ت‍زاس‌، ن‍ی‍ک‍وس‌. درب‍ارۀ م‍ف‍اه‍ی‍م‌ ت‍ئ‍وری‍ک‌: دول‍ت‌، ف‍اش‍ی‍س‍م‌، طب‍ق‍ه‌، ت‍رج‍مۀ س‌. ره‍ن‍م‍ا، ت‍ه‍ران‌: دفتر تحقیق و نشر بهاران: پیمان‏؛ ص‌ ۳۶.
- پ‍ولان‍ت‍زاس‌، ن‍ی‍ک‍وس‌. ب‍ی‍ن‌ال‍م‍ل‍ل‍ی‌ش‍دن‌ رواب‍ط س‍رم‍ای‍ه‌داری‌ ...، در ش‍رک‍ت‌ه‍ای‌ چ‍ن‍دم‍ل‍ی‍ت‍ی‌ و ک‍ش‍وره‍ای‌ ت‍وس‍ع‍ه‌ن‍ی‍اف‍ت‍ه‌، ترجمۀ سعید رهنما، تهران: بهاران‏‫، ۱۳۵۷.‬
- پ‍ولان‍ت‍زاس‌، ن‍ی‍ک‍وس‌. طبقات اجتماعی: نقدی بر نظریۀ پولانزاس: دو مقاله از نیکوس پولانزاس و فرناندو‌ هنریک کادوزو، [بی‌جا‬: بی‌نا]‏‫، ‏‫‏‏۱۳۵۹؛ ‏‫‏‏۶۱ ص.
- گرستاین، آیرا، تیوری‌های اقتصاد جهانی و امپریالیسم: بررسی نظریات نیکوس پولانزاس، کریستیان پالووا و ...، ترجمۀ پیروز الف، [بی جا]: تندر، [××۱۳]؛ ۷۴ ص.